# Christo
Christo Vladimirov Javacheff (født 13. juni 1935 i Gabrovo, død 31. maj 2020 i New York City) var en bulgarskfødt kunstner, der var gift med kollegaen Jeanne-Claude, med hvem han skabte flere kunstværker. Han er kendt for at pakke store bygninger ind. I 1985 pakkede han Pont Neuf i Paris ind og i 1995 pakkede han Rigsdagsbygningen i Berlin ind.

## Ekstern henvisning
- Christo and Jeanne-Claude